# Naomi Higuchi
Naomi Higuchi (jap. 樋口直巳 Higuchi Naomi; ur. 29 marca 1961) – japoński zapaśnik w stylu wolnym i klasycznym. Olimpijczyk z Los Angeles 1984, gdzie zajął piąte miejsce w kategorii 74 kg w stylu wolnym.
Dwukrotny medalista mistrzostw Azji w 1983 roku - zdobył srebro w stylu wolnym i brąz w klasycznym.